# Stazione di Cervaro
La stazione di Cervaro era una stazione ferroviaria posta alla confluenza delle linee Napoli-Foggia e Foggia-Potenza. Serviva la località di Borgo Cervaro, situata nel territorio comunale di Foggia.

## Storia
La stazione di Cervaro fu soppressa il 9 dicembre 2012, in concomitanza con l'attivazione della variante di tracciato della ferrovia Napoli-Foggia, tra la stazione di Ponte Albanito e il nuovo posto di movimento Cervaro (che fungerà alla linea AV/AC Napoli-Bari). La vecchia stazione è in buono stato di conservazione, con armamento ancora presente.